# Marissa Lenti
Marissa Lenti (Queens, 18 settembre 1992) è una doppiatrice statunitense.
Alcuni dei suoi ruoli degni di nota sono Yuna in Kuma Kuma Kuma Bear, Shoko Majima in Kokkoku, Chiaki Hoshinomori in Gamers!, Alicia Florence in Aria the Animation, Nita in Brawl Stars, il finanziere Cookie in Cookie Run: Kingdom e Gangle in The Amazing Digital Circus.